# Edifici dels Dracs
L'edifici dels Dracs o edifici Nord ocupa un significatiu cantó del carrer de Sorní amb el de Jorge Juan, a prop del carrer de Colom, al centre comercial de la ciutat de València. El seu element més destacat, la decoració que el caracteritza, ha contribuït en gran part a evitar la seua desaparició. Guanya els seus noms gràcies al drac esculpit que decora la façana i el seu ús en el passat com a seu de l'empresa ferroviària Norte (vegeu Estació del Nord).
Construït en 1901, el seu autor, José Manuel Cortina Pérez, és un dels arquitectes valencians més compromesos amb un modernisme figuratiu i fantàstic.

## Descripció
Es tracta d'un edifici de quatre altures dedicat a habitatges amb baixos comercials en planta baixa. Aquesta, en realitat, ocupa baixa i entresol, el que acaba per concedir certa esveltesa a la construcció. El xamfrà serà l'element més significatiu del projecte, sent el portador d'una major càrrega decorativa.
La parcel·la posseeix una simetria en planta regida per la bisectriu del cantó que ocupa. A causa de l'agut de l'angle de cantó, i la longitud de les façanes, l'edificació no permet la presència de patis interiors, configurant una parcel·la totalment construïda i compacta.
La façana segueix en la seua composició els cànons del classicisme, deixant per a la decoració una adscripció netament modernista. Els dos trams de façana laterals segueixen una simetria central en el seu desenvolupament, amb una part central de tres buits i un extrem d'un buit. Convé ressaltar el detall de reforç que realitza en la mitgera, on el cos extrem de rematada és doblegat en longitud i alberga dos buits. Aquest gest confereix rotunditat al conjunt del projecte, enaltint de nou el xamfrà com a xarnera imprescindible de la composició. El xamfrà ho componen dos, a l'obertura central del qual es dirigeix tota l'atenció, mostrant diverses formes segons el pis en el qual se situa.

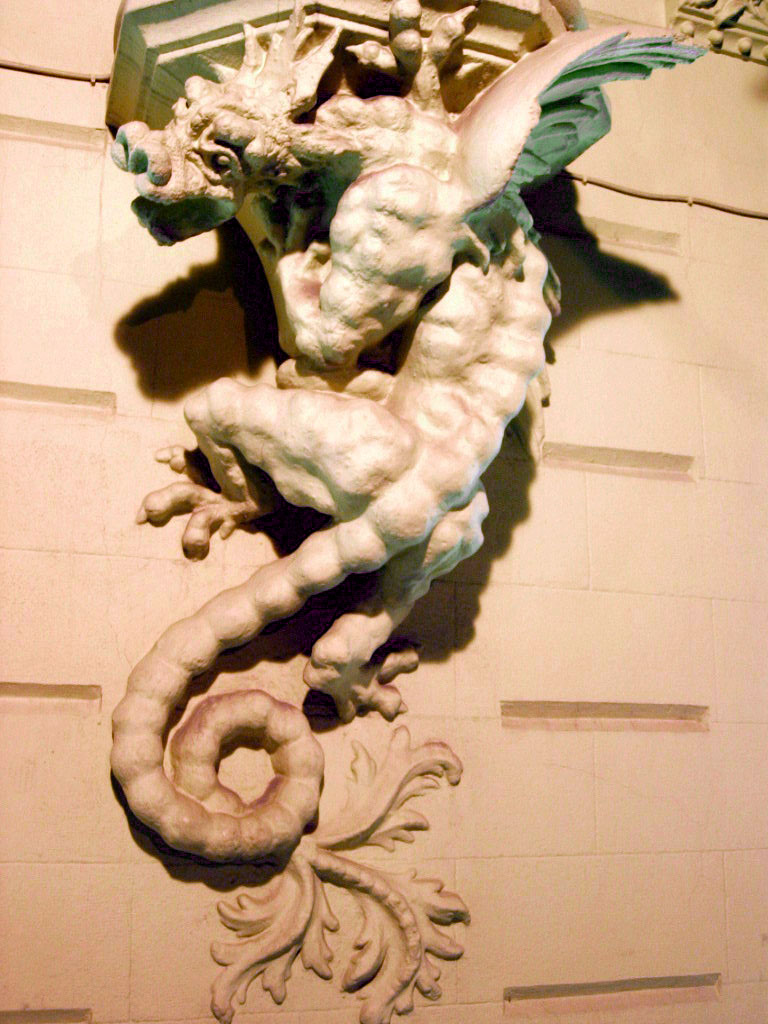
Un dels dracs de l'edifici.

La profusió decorativa és l'element més significatiu. En aquest camp l'obra s'erigeix en l'exemple més decidit en la inclusió d'elements i animals fantàstics. En diversos punts de la façana figuren fardatxos com a suport de mènsules o en la coronació del motiu central del xamfrà, que li atorguen el sobrenom de dracs al conjunt de la construcció. A més de combinar solucions medievalistes amb figuracions fantàstiques introdueix, motu proprio, altres elements més díscols, relatius al progrés i la mecànica, com és la locomotora que se situa, també, en el xamfrà.
L'aspecte medievalista s'observa en el merlet de la solució de rematada de l'edifici, o les rematades dels dos cantons amb elements que al·ludeixen a matacans de defensa de fortaleses imaginades. Pinzellades properes al gòtic en algunes columnetes i sanefes geomètriques completen aquesta referència. D'altra banda, presenta elements naturalistes, com els motius florals en punts determinats de llindes o parts superiors de pilastres. La culminació de la decoració se situa, amb tot, en els dracs que grimpen per façana sota mènsules o se situen desafiadors sobre rematades.
La planta desenvolupa una simetria duta a les seues últimes conseqüències. Cada pis disposa de dos habitatges, amb accés des d'una escala interior de l'edifici de perímetre pentagonal. Sengles celoberts se situen en el fons de la parcel·la i darrere de les peces que bolquen sobre el xamfrà, concedint-los una especial il·luminació doble.
La distribució dels habitatges respon a la seqüència de recintes i sales de temps passats, basant-se en una quadrícula que resol quasi tota la planta llevat del cantó. Les dues peces que comparteixen el xamfrà, salons de cadascun dels dos habitatges de planta, es converteixen en llargues sales que comparteixen mitgera en la seua trobada esbiaixada. Uns pilars propers a aquest punt constitueixen l'única referència estructural exempta. Compta en total l'habitatge amb un gran distribuïdor, seguit d'altre menor, que condueixen a dues habitacions a cada façana principal i del darrere, i el gran saló longitudinal.